# Antonio Fernando Díaz Bizcocho
Antonio Fernando Díaz Bizcocho (Coria del Río, 3 d'agost de 1970) és un exfutbolista andalús, que ocupava la posició de defensa. Ha estat internacional amb les categories inferiors de la selecció espanyola.

## Trajectòria
Després de despuntar al Coria, recala a l'equip juvenil del Reial Betis. Debuta al primer equip sevillà a la temporada 90/91, tot disputant 17 partits i marcant un gol a la màxima categoria. L'any següent, amb el Betis a Segona, hi juga altres set partits.
A partir de 1992, la seua carrera prossegueix per equips més modestos, com l'Écija Balompié o la Gimnástica Torrelavega.